# Veronicellidae

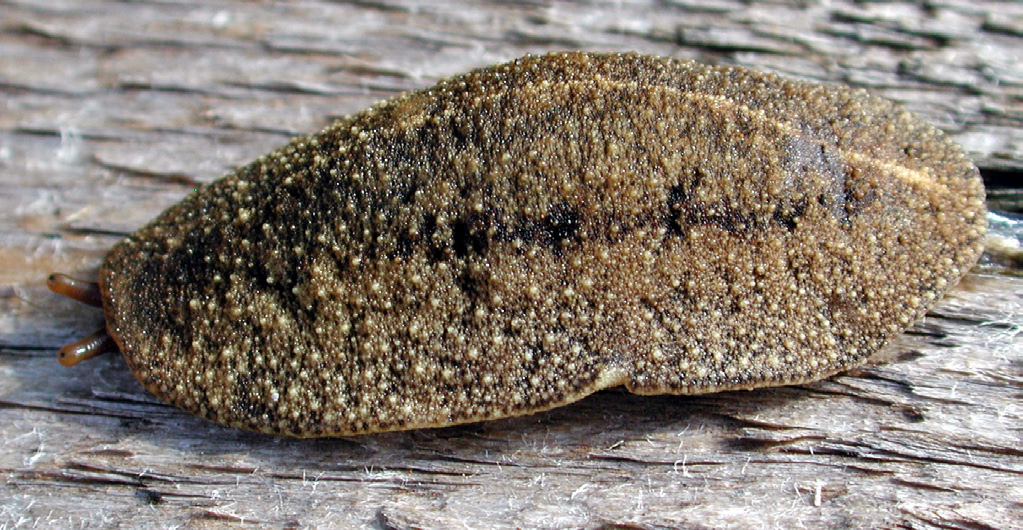
Veronicella cubensis, unter den Mantelschild zurückgezogen

Die Veronicellidae sind eine Familie landlebender Nacktschnecken aus der Ordnung der Lungenschnecken (Pulmonata). Die in die USA anthropogen verschleppte Art Veronicella cubensis und die nach Ägypten eingeführte Art Laevicaulis stuhlmanni sind in ihren neuen Lebensräumen Schädlinge in der Landwirtschaft und im Gartenbau. Veronicella sloanii, auch Pancake Snail genannt, wird gerne in Terrarien gehalten.

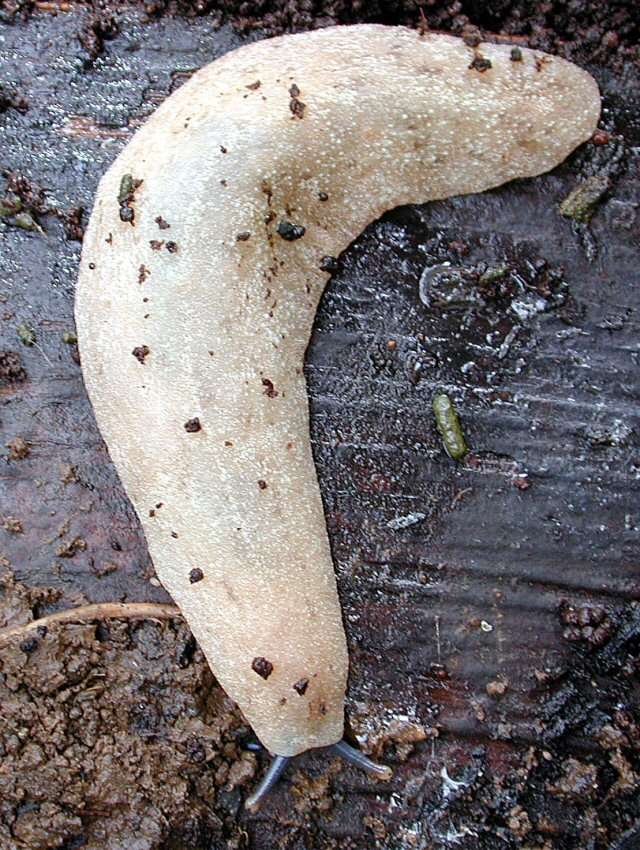
Veronicella sloanii

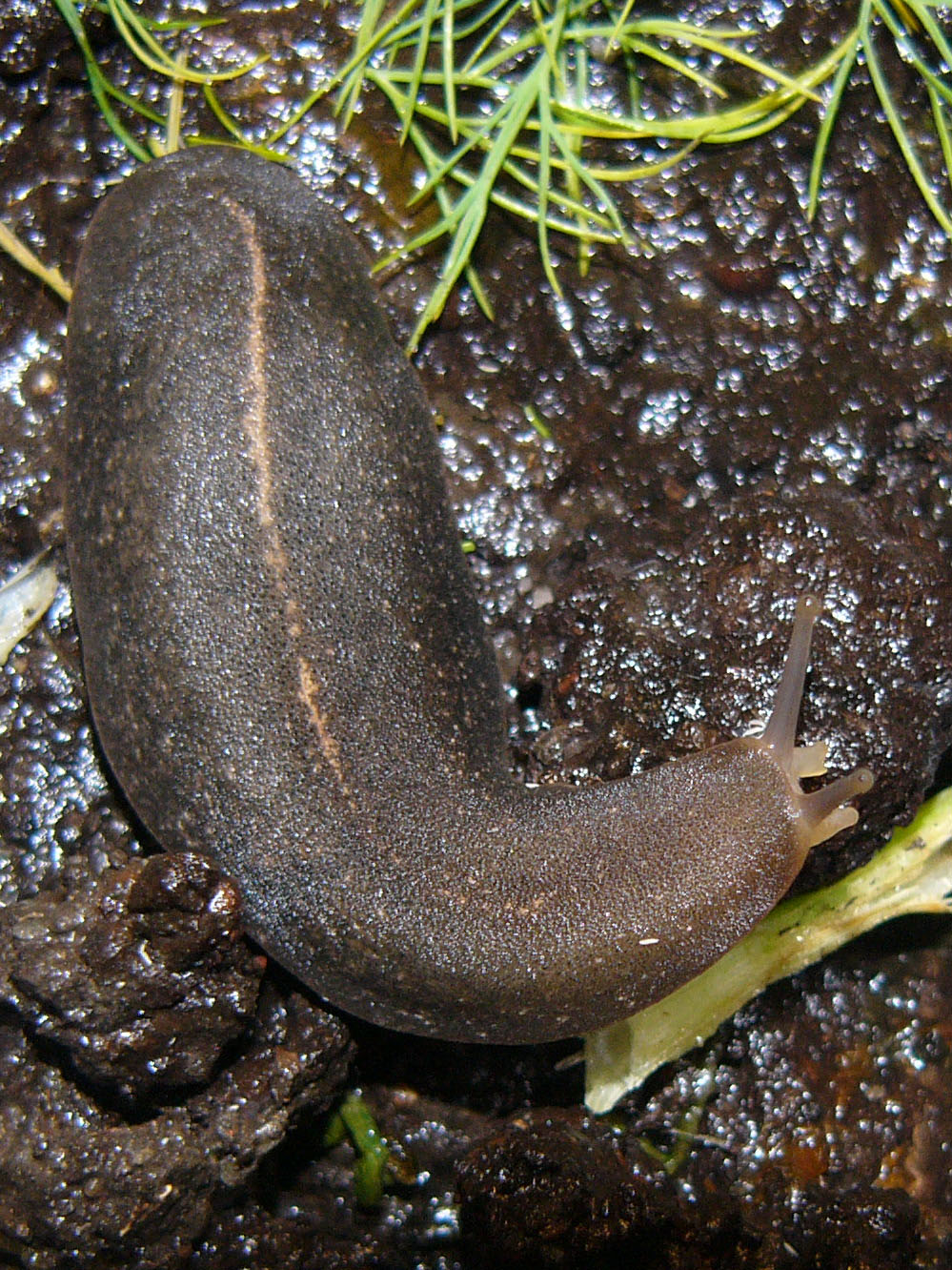
Laevicaulis alte (Férussac, 1822)

## Merkmale
Das ursprüngliche Gehäuse ist völlig reduziert; es ist auch kein Rudiment der Schale vorhanden. Der Körper ist länglich-elliptisch und abgeflacht. Die Tiere werden je nach Art 5 bis etwa 10 cm lang (ausgestreckt). Der Rücken ist mit einem dicken ledrigen Mantelschild bedeckt, der durch eine kielartige Leiste von der Bauchseite abgesetzt ist. Die Bauchseite weist eine schmale Sohle auf, die durch eine Längsfurche oder -grube von den Körperseiten abgegrenzt ist. Dadurch überragt der ledrige Mantelschild die schmale Sohle oft sehr weit. Die weibliche Genitalpore sitzt mittig auf der rechten Seite des Mantelschildes, die männliche Geschlechtsöffnung ist verborgen nahe der Basis des rechten unteren Tentakels. die Körperfarbe reicht von blassgelb gefleckt bis zu fast schwarz, oft mit einer großen intraspezifischen Variabilität.

## Geographische Verbreitung und Lebensraum
Die Arten der Familie Veronicellidae kommen in den tropischen und subtropischen Gebieten von Amerika, Asien und Afrika vor. Sie leben dort in primären, aber auch sekundären Wäldern des Flachlandes. Inzwischen sind sie z. T. auch außerhalb ihres ursprünglichen Lebensraumes verschleppt worden (z. B. einige pazifische Inseln).

## Lebensweise
Die Veronicellidae sind Pflanzen- und Detritusfresser, und nachtaktiv. Tagsüber ruhen sie unter Baumstämmen oder Steinen. Wenn die Tiere aktiv sind, ist der Kopf vollständig unter dem ledrigen Mantelschild verborgen, nur die oberen Tentakeln sind sichtbar. Die Tiere sind Zwitter und befruchten sich gegenseitig. Bei Veronicella sloanii wurden aber auch Multi-Partnerringe beobachtet mit drei und mehr Tieren. Bei dieser Art war das Vorspiel mit etwa nur zwei Minuten Dauer recht kurz, die Paarung selber dauert dagegen über eine Stunde.
Einige Arten "brüten" die Eier unter ihrem Mantelschild aus.

## Krankheitsüberträger
Einige Arten sind bekannt dafür, dass sie ein Zwischenwirt für den Nematoden Angiostrongylus costaricensis (auch Ratten-Lungenwurm genannt) sind. Der Parasit befällt zwar in erster Linie Baumwollratten, kann aber auch den Menschen infizieren. Er verursacht bei den Infizierten eine akute Darmentzündung, auch Abdominale Angiostrongyliasis genannt; die Krankheit kommt hauptsächlich in Lateinamerika vor. Sie kann wenn auch selten tödlich verlaufen (2 in 116 Fällen).
Einige invasive Arten, wie z. B. Veronicella cubensis werden in den USA als Schädlinge in der Landwirtschaft und Gartenbau eingestuft.

## Systematik
Das Taxon wurde 1842 von John Edward Gray aufgestellt. Typusgattung ist Veronicella de Blainville, 1817. Es gibt folgende Synonyme: Vaginulidae Martens, 1866; Meisenheimeriinae Hoffmann, 1925; Sarasinulinae Hoffmann, 1925; Semperulinae Hoffmann, 1925; Imeriniinae Hoffmann, 1928; Pseudoveronicellinae Hoffmann, 1928.
Derzeit werden etwa 25 Gattungen (+ drei Untergattungen) anerkannt. Die Gattungen sind aber meist anhand äußerer Merkmale nicht oder nur schwer zu unterscheiden. Daher ist auch die Gattungszahl sehr unsicher, und die Zahl differiert je nach Auffassung der Autoren.
- Angustipes Colosi, 1922
- Belocaulus Hoffmann, 1925
- Colosius Thomé, 1975
- Diplosolenodes Thomé, 1976
- Drepanocaulis Simroth, 1913
- Filicaulis Simroth, 1913 (mit den Untergattungen Filicaulis (Filicaulis), Filicaulis (Eleutherocaulis) Simroth, 1913 und Filicaulis (Tenacipes) Baker, 1931)
- Forcartulus Thomé, 1976
- Heterovaginina Kraus, 1953
- Laevicaulis Simroth, 1913
- Latipes Colosi, 1922
- Leidyula H. B. Baker, 1925
- Microveronicella Thome, 1976
- Montivaginulus Thomé, 1975
- Novovaginula Thiele, 1931
- Phyllocaulis Colosi, 1922
- Potamojanuarius Thomé, 1975
- Pseudoveronicella Germain, 1908
- Sarasinula Grimpe & Hoffmann, 1925
- Semperula Grimpe & Hoffmann, 1925
- Simrothula Thomé, 1975
- Vaginina Hoffmann, 1925
- Vaginulus A. E. de Férussac, 1821 (mit den Untergattungen Vaginulus (Vaginulus) und Vaginulus (Imerinia) Cockerell, 1891)[Anmerkung 1]
- Valiguna Grimpe & Hoffmann, 1925
- Veronicella de Blainville, 1817 (Typusgattung)[Anmerkung 2]
- Zilchulus Thomé, 1975

## Phylogenie
In der phylogenetischen Analyse von Dayrat et al. (2011) bilden die Systellomatophora die Schwestergruppe der Ellobiidae. Innerhalb der Systellommatophora sind Veronicellidae und Onchidiidae Schwestergruppen. Allerdings sind die Rathouisiidae in dieser Analyse mangels Material nicht berücksichtigt.

## Belege

## Anmerkung
1. ↑  Die ursprüngliche Schreibweise ist Vaginulus. Spätere Autoren haben diese Schreibweise absichtlich oder unabsichtlich zu Vaginula abgewandelt. Deshalb sind in der Literatur beide Schreibweisen zu finden; es handelt sich nicht um verschiedene Gattungen (André Étienne d’Audebert de Férussac: Tableaux systématiques des animaux mollusques classés en familles naturelles, dans lesquels on a établi la concordance de tous les systèmes; suivis d’un prodrome général pour tous les mollusques terrestres ou fluviatiles, vivants ou fossiles. Bertrand & Sowerby, Paris / London 1821–1822, S. I-XLVII, 1-27, 1-110; Biodiversity Heritage Library: S. 9 bzw. S. 13).
2. ↑  Die ursprüngliche Schreibweise Veronicella wurde von Férussac zu Veronicellus abgewandelt (Literatur siehe oben); die Falschschreibung fand aber im Gegensatz zu Vaginula wenig Verbreitung (Henri Marie Ducrotay de Blainville: Mémoire sur quelques Mollusques Pulmobranches. In: Journal de Physique, de Chimie, d’Histoire naturelle et des Arts, 85, S. 437–444, Paris; Google Books)